# جويجني
جويجني (بالفرنسية: Guigny)‏ هي بلدية تقع في إقليم باد كاليه من منطقة نور با دو كاليه في شمال فرنسا. تبلغ مساحة هذه المدينة 3.6 (كم²)، وترتفع عن سطح البحر 84 م، يبلغ عدد سكانها 140 نسمة حسب إحصاء المعهد الوطني للإحصاء والدراسات الاقتصادية سنة 2009 م. وترأس Michel Colliez البلدية خلال فترة (2008-2014).